# Fouchécourt, Haute-Saône
Fouchécourt är en kommun i departementet Haute-Saône i regionen Bourgogne-Franche-Comté i östra Frankrike. Kommunen ligger i kantonen Combeaufontaine som tillhör arrondissementet Vesoul. År 2022 hade Fouchécourt 120 invånare.

## Befolkningsutveckling
Antalet invånare i kommunen Fouchécourt
| Referens: INSEE |